# Ampelisca spinipes
Ampelisca spinipes is een vlokreeftensoort uit de familie van de Ampeliscidae. De wetenschappelijke naam van de soort is voor het eerst geldig gepubliceerd in 1861 door Boeck.
A. spinipes komt voor in het Belgische deel van de Noordzee.